# Лилиева къща
Лилиевата къща се намира на улица „Петър Парчевич“ № 38 в Стара Загора. В нея е роден и прекарва детските си години поетът Николай Лилиев.
В нея се помещава редакцията на литературното списание „Участие“. През 1998 г. къщата е обявена за паметник на културата с национално значение. През 2016 г. е собственост на Община Стара Загора, а през 2018 г. е извършена реставрация.